# Colgate-Palmolive

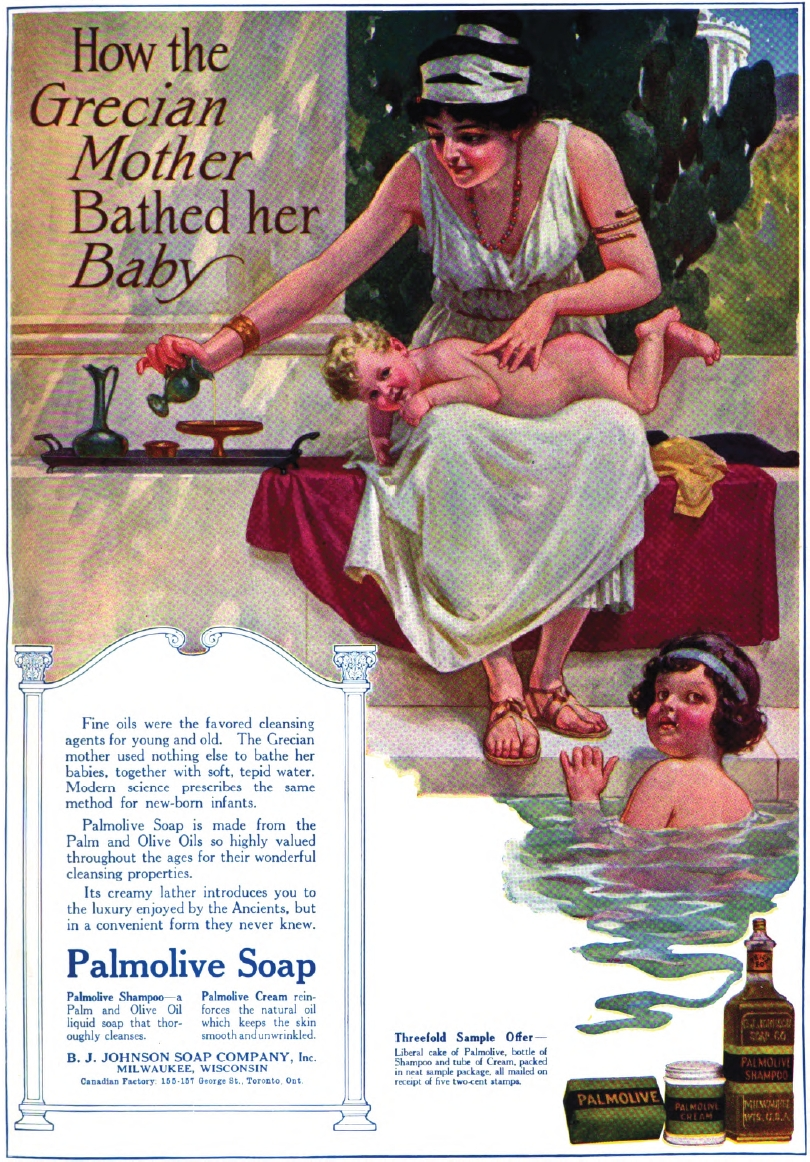
Reclame voor Palmolive in 1915

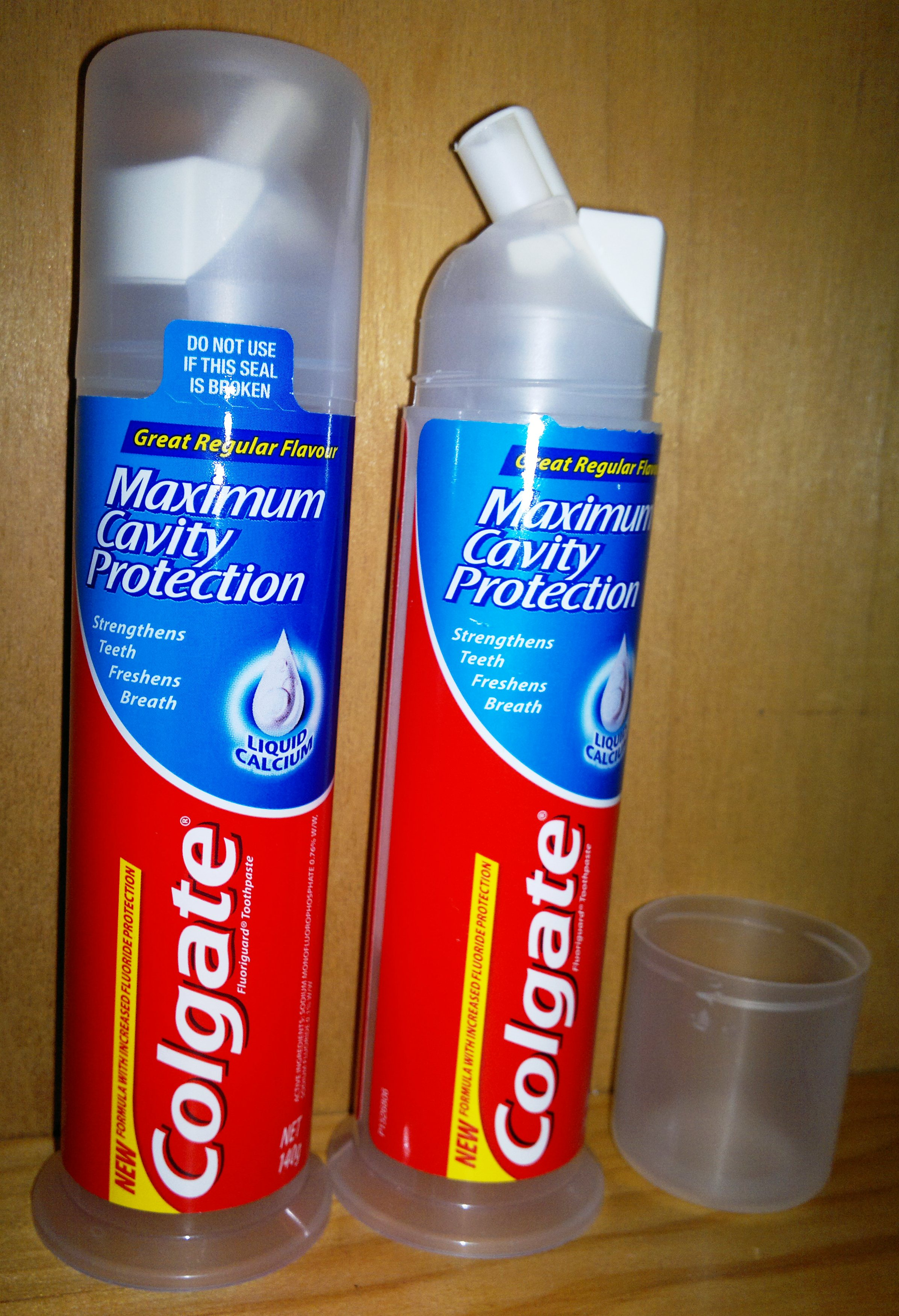
Colgate tandpasta dispenser

Colgate-Palmolive is een Amerikaanse multinational. Het bedrijf voert merkproducten op het gebied van mondverzorging, persoonlijke verzorging en huishoudelijke verzorging en is verder actief met diervoeding. In Nederland is het bedrijf gevestigd in Weesp onder de naam Colgate-Palmolive Nederland bv. In Nederland worden producten als tandpasta, mondwater, tandenborstels, shampoo, handzeep, douchegel en allesreinigers op de markt gebracht.

## Activiteiten
Het bedrijf is wereldwijd actief op het gebied van mondverzorging, persoonlijke verzorging en huishoudelijke verzorging en tot slot diervoeding. De laatste worden verkocht onder de merknaam Hill’s Pet Nutrition en dit onderdeel maakte in 2024 ongeveer 22% van de totale omzet uit.
Het bedrijf behaalde in 2024 een omzet van 20 miljard dollar. Iets minder dan de helft van de omzet, exclusief diervoeding, werd behaald in Noord- en Zuid-Amerika en ongeveer een zesde in Europa. De grootste klant is Walmart, dit bedrijf had een omzetaandeel van 11% in 2024. Het bedrijf heeft een wereldwijd marktaandeel van 40% met betrekking tot tandpasta.

## Geschiedenis

### Voorlopers

#### Colgate
Colgate is ontstaan in 1806 in de Verenigde Staten. De oprichter van Colgate was zeep- en kaarsenmaker William Colgate. Het bedrijf was destijds gevestigd aan Dutch Street in New York. Colgate richtte zijn activiteiten in eerste instantie op stijfsel, zeep en kaarsen onder de naam William Colgate & Company. Elf jaar na de oprichting, in 1817, publiceerde het bedrijf zijn eerste advertentie in een New Yorks dagblad. Toen William Colgate stierf in 1857 nam zijn zoon, Samuel Colgate, het bedrijf over en veranderde de naam in Colgate & Company. In 1866 werd een geparfumeerde zeep geïntroduceerd onder de naam Cashmere Bouquet en in 1873 werd de eerste tandpasta - een geurende 'tandcrème' - van het bedrijf geproduceerd. Deze tandpasta werd verkocht in potten. In 1896 verkocht de firma voor het eerst tandpasta in een tube als Colgate Ribbon Dental Cream.

#### Palmolive
De B.J. Johnson Soap Company uit Milwaukee in de staat Wisconsin introduceerde in 1898 de Palmolive-zeep; een zeep volledig gemaakt van palm- en olijfolie. Door de populariteit van de zeep veranderde het bedrijf zijn naam in The Palmolive Company en rond de eeuwwisseling was Palmolive 's werelds best verkochte zeep. In 1926 fuseerde The Palmolive Company met de uit Kansas afkomstige zeepproducent Peet Brothers.

### Colgate-Palmolive
Palmolive-Peet Company kocht in 1928 Colgate & Company en ontstond Colgate-Palmolive-Peet Company. In de jaren hierna begon het bedrijf aan een agressief expansieprogramma. Dit leidde tot de oprichting van vele vestigingen over de gehele wereld. In 1953 werd 'Peet' uit de titel weggelaten, wat de nieuwe bedrijfsnaam Colgate-Palmolive Company maakte.
Op 1 juni 2004 werd GABA Group overgenomen. GABA Group is een Zwitsers bedrijf dat tandheelkundige en mondverzorgingsproducten maakt. De naam is een afkorting van Goldene Apotheke Basel. De bekendste overkoepelende merken zijn Elmex, Aronal en Meridol. In 2003 had GABA een omzet van US$ 300 miljoen, waarvan twee derde op het gebied van mondverzorging. De overnamesom was ongeveer US$ 840 miljoen.
In augustus 2015 verkocht het de wasmiddelen activiteiten in Australië en Nieuw-Zeeland aan het Duitse bedrijf Henkel. Henkel betaalde hiervoor US$ 221 miljoen. Hiermee kreeg Henkel merken in handen als Cold Power, Dynamo, Fab en Sard brands. Deze merken realiseerden en jaaromzet van ongeveer 120 miljoen dollar in 2014.
In 2016 schikte het bedrijf een talkpoeder zaak. Colgate-Palmolive produceerde Cashmere Bouquet van 1871 tot 1985 en verkocht dit tot in 1995. In het talkpoeder kwamen asbestdeeltjes voor die bijzonder schadelijk zijn voor de gezondheid. Colgate-Palmolive had toen meer dan 170 rechtszaken lopen en heeft in veel zaken geschikt.

#### Nederland
Palmolive-toiletzeep werd in Nederland voor het eerst verkocht in 1920. Dit gebeurde door een agent van The Palmolive Company. Bovendien werden ook Palmolive shaving cream, Palmolive after shaving talk en Palmolive shampoopoeder aangeboden. In 1924 werd de zelfstandige Nederlandse Palmolive-maatschappij opgericht. Deze maatschappij importeerde de producten uit de Verenigde Staten. De fusie in 1928 van Colgate en Palmolive resulteerde in een uitbreiding met Colgate-producten en daardoor een aanzienlijk grotere omzet in Nederland.

## Merken
In Nederland voert Colgate-Palmolive onder meer de merken:
- Ajax
- Colgate
- Elmex
- Meridol
- Palmolive (rijmt in de reclame op "Lieve")
- Sanex
- Unicura
- Aronal
- Hill's Pet Nutrition
- Tahiti